# Талат Булут
Тала̀т Булу̀т (на турски: Talat Bulut, истинско име : Талат Думанлъ, Talat Dumanlı) е турски филмов и театрален актьор.

## Биография
Започва актьорската си кариера на 23-годишна възраст с участие във филма „Hazal“ през 1979 г. До края на 2009 г. се е снимал общо в 32 филма и сериали. В България е познат с ролята на Ахмет Алоглу от филма „Къщата на ангелите“, с ролята на Муса Байръ от сериала „Да върнеш времето назад“ и с ролята си на Халит Аргун от сериала „Опасно изкушение“.